# Vicolo del Cinque
Vicolo del Cinque, emellanåt benämnd Vicolo de' Cinque, är en gränd i Rione Trastevere i Rom. Gatan löper från Via della Scala till Piazza Trilussa. 

## Beskrivning
Grändens namn kommer av familjen Del Cinque, som på 1400-talet residerade i området. Enligt en alternativ teori härstammar namnet från de fem (italienska cinque) gränder som tidigare anslöt till dagens Vicolo del Cinque.

## Omgivningar
Kyrkobyggnader
- Sant'Egidio
- Santa Margherita
- Santa Maria della Scala

Gator och gränder
- Piazza della Scala
- Piazza de' Renzi
- Vicolo del Bologna
- Vicolo del Cedro
- Via della Pelliccia
- Vicolo de' Renzi

## Bilder
| - Vicolo del Cinque på en karta från år 2018. |